# Donnemain-Saint-Mamès
Donnemain-Saint-Mamès ist eine französische Gemeinde mit 661 Einwohnern (Stand: 1. Januar 2022) im Département Eure-et-Loir in der Region Centre-Val de Loire; sie gehört zum Arrondissement Châteaudun und zum Kanton Châteaudun. Die Einwohner werden Mamésiens genannt.

## Geographie
Donnemain-Saint-Mamès liegt etwa vier Kilometer nordöstlich vom Stadtzentrum von Châteaudun am linken Ufer des Flusses Conie. Umgeben wird Donnemain-Saint-Mamès von den Nachbargemeinden Saint-Christophe im Norden, Moléans im Norden und Osten, Jallans im Süden, Châteaudun im Süden und Südwesten sowie Marboué im Westen.

## Bevölkerungsentwicklung
| Jahr                      | 1962 | 1968 | 1975 | 1982 | 1990 | 1999 | 2006 | 2013 |
| Einwohner                 | 377  | 385  | 430  | 453  | 638  | 611  | 594  | 702  |
| Quelle: Cassini und INSEE |      |      |      |      |      |      |      |      |

## Sehenswürdigkeiten

Kirche Saint-Mamés

- Kirche Saint-Mamés